# Gura Văii
Gura Văii è un comune della Romania di 6 183 abitanti, ubicato nel distretto di Bacău, nella regione storica della Moldavia.
Il comune è formato dall'unione di 6 villaggi: Capăta, Dumbrava, Gura Văii, Motucești, Păltinata, Temelia.